# Oyeu
Oyeu é uma comuna francesa na região administrativa de Auvérnia-Ródano-Alpes, no departamento de Isère. Estende-se por uma área de 13,69 km². Em 2010 a comuna tinha 1 052 habitantes (densidade: 76,8 hab./km²).